# Shonan Bellmare
Shonan Bellmare (湘南ベルマーレ, Shōnan Berumāre) er et fodboldhold fra Hiratsuka i Kanagawa præfekturet, Japan. Navnet Bellmare er et sammensat ord fra det latinske for "smukke" og "hav". Shonan står for området hvor Hiratsuka indgår.
Holdet hed fra og med 1993 Shonan Bellmare, men i og med at de begyndte at deltage i den japanske professionelle liga J-League 1994 blev de tvunget til at ændre navnet, fordi J-League krævede, at holdets hjemby ville indgå i navnet. De blev kaldt Bellmare Hiratsuka. Da J-League ændrede sine regler i 2000 ændrede holdet sit navn tilbage til den nuværende.
Den mest berømte japanske spiller, der spillede for Shonan Bellmare, er Hidetoshi Nakata. Han spillede mellem 1995 og 1998 før han flyttede til Italien og Perugia.

## Historie
Klubben blev grundlagt i 1968 som Towa Real Estate SC i Nasu, Tochigi.

## Historiske slutplaceringer
| Sæson | Niveau | Liga      | Placering | Kilde | Notering |
| ----- | ------ | --------- | --------- | ----- | -------- |
| 2018  | 1.     | J1 League | 13.       | [ 2 ] |          |
| 2019  | 1.     | J1 League | 16.       | [ 3 ] |          |
| 2020  | 1.     | J1 League | 18.       | [ 4 ] |          |
| 2021  | 1.     | J1 League | 16.       | [ 5 ] |          |
| 2022  | 1.     | J1 League | 12.       | [ 6 ] |          |
| 2023  | 1.     | J1 League | 15.       | [ 7 ] |          |
| 2024  | 1.     | J1 League | 15.       | [ 8 ] |          |

## Nuværende trup
Pr. 9. september 2019.